# Ilse Helbrecht

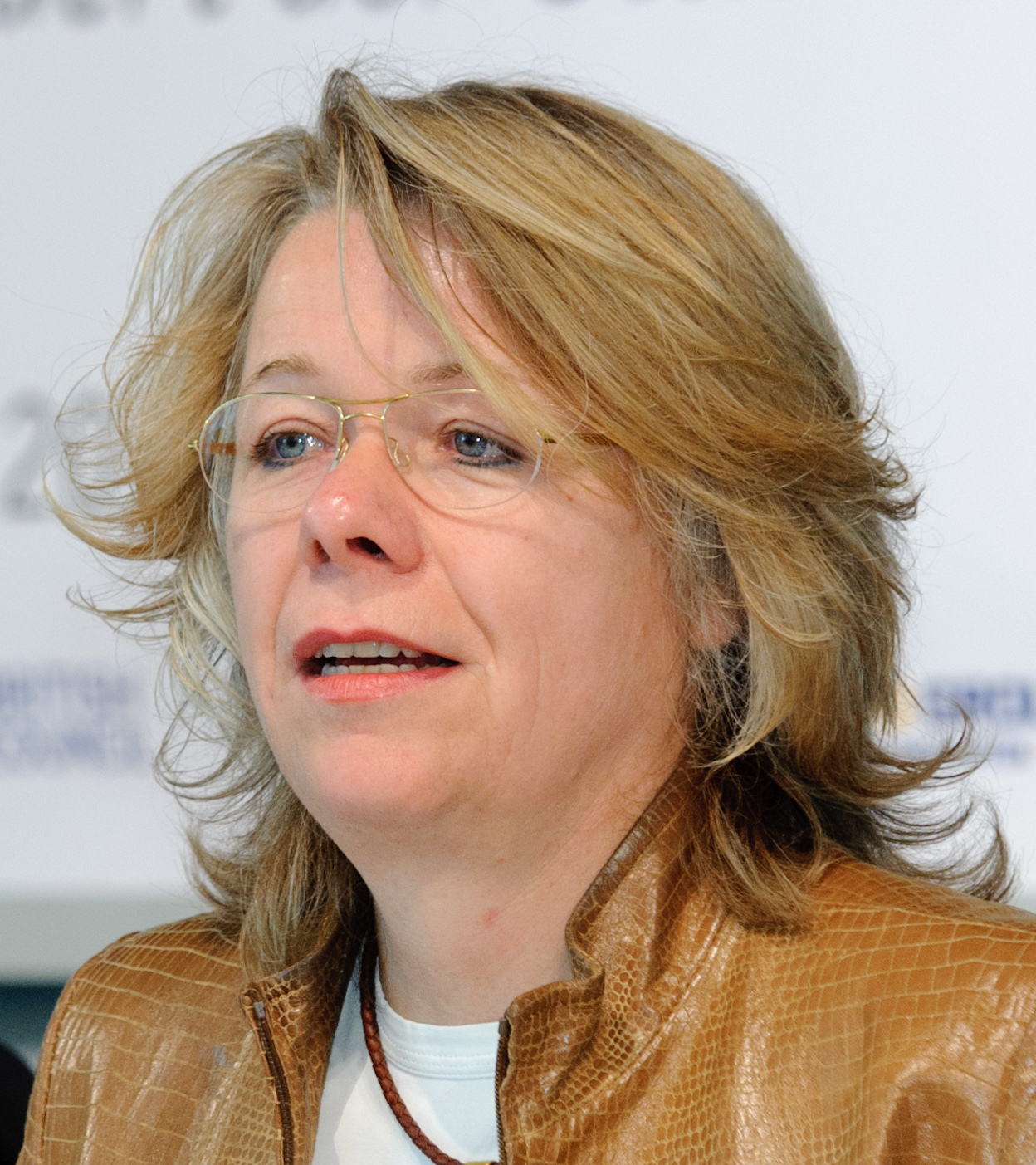
Ilse Helbrecht, 2011

Ilse Helbrecht (* 27. Februar 1964 in Stuttgart) ist eine deutsche Geographin, Stadtforscherin und Hochschullehrerin an der Humboldt-Universität zu Berlin.

## Leben und Wirken
Helbrecht wurde in Stuttgart geboren, wuchs aber in Osnabrück auf. Sie studierte ab 1983 Geographie, Soziologie, Raumplanungs- und Verwaltungsrecht an der Universität Münster. Dort erwarb sie 1990 ihr Diplom in Geographie. Anschließend war sie als wissenschaftliche Mitarbeiterin am Geographischen Institut der TU München tätig. Dort wurde sie 1993 mit einer Arbeit zu Stadtmarketing zur Dr. phil. promoviert. Von 1994 bis 1996 arbeitete sie als Post-Doctoral Fellow an der University of British Columbia. Nach ihrer Rückkehr nach Deutschland wurde sie 1997 wissenschaftliche Assistentin an der TU München und habilitierte sich 1999 mit der Arbeit „Die kreative Metropolis“.
Von 1999 bis 2002 war Helbrecht Privatdozentin am Institut für Geographie an der TU München. Nach einer Gastprofessur an der Universität Amsterdam im Februar 2002 wurde sie im selben Jahr ordentliche Professorin für Humangeographie an der Universität Bremen. Dort war sie von 2003 bis 2005 Prodekanin für den Fachbereich Sozialwissenschaften und von 2005 bis 2008 Konrektorin der Universität. 2009 wechselte sie an die Humboldt-Universität Berlin, wo sie seitdem am Geographischen Institut den Lehrstuhl für Kultur- und Sozialgeographie innehat. Von 2010 bis 2014 war sie Direktorin für Studium und Lehre des Geographischen Instituts, von 2015 bis 2017 Direktorin des gesamten Instituts. Außerdem war sie von 2014 bis 2019  Direktorin des Georg-Simmel-Zentrums für Metropolenforschung der Humboldt-Universität Berlin. 2018 wurde sie mit der mit 80.000 € dotierten Caroline von Humboldt-Professur ausgezeichnet. 2019 wurde sie Thomas-Mann-Fellow der Bundesrepublik Deutschland.
Helbrechts Forschungsschwerpunkte liegen vor allem in der urbanen Geographie, der Human- und Sozialgeographie, insbesondere auch im Bezug auf Wohnen und Eigentumsverhältnisse.

## Schriften (Auswahl)
- Das Ende der Gestaltbarkeit? Zu Funktionswandel und Zukunftsperspektiven räumlicher Planung. Bis, Oldenburg 1991, ISBN 978-3-8142-0364-5.
- Stadtmarketing: Konturen einer kommunikativen Stadtentwicklungspolitik. Birkhäuser, Basel, Boston, Berlin 1994, ISBN 978-3-7643-2988-4 (Dissertation).
- Karin Behring: Wohneigentum in Europa: Ursachen und Rahmenbedingungen unterschiedlicher Wohneigentümerquoten in Europa. Wüstenrot-Stiftung, Ludwigsburg 2003, ISBN 978-3-933249-54-8.
- als Herausgeberin: Gentrifizierung in Berlin: Verdrängungsprozesse und Bleibestrategien. transcript-Verlag, Bielefeld 2016, ISBN 978-3-8376-3646-8.